# Mélicourt
Mélicourt település Franciaországban, Eure megyében. Lakosainak száma 92 fő (2022. január 1.). Mélicourt La Haye-Saint-Sylvestre, Notre-Dame-du-Hamel, Saint-Pierre-de-Cernières és Saint-Denis-d’Augerons községekkel határos.

## Népesség
A település népességének változása:
| Lakosok száma | 114  | 112  | 80   | 88   | 89   | 82   | 83   | 88   | 89   | 92   |
|               | 1968 | 1982 | 1990 | 2006 | 2013 | 2015 | 2017 | 2019 | 2020 | 2022 |